# غوردون إف. نيويل
غوردون إف. نيويل (بالإنجليزية: Gordon F. Newell)‏ هو فيزيائي ورياضياتي أمريكي، ولد في 25 يناير 1925، وتوفي في 16 فبراير 2001.